# 1984年夏季奥林匹克运动会特立尼达和多巴哥代表团
1984年夏季奥林匹克运动会特立尼达和多巴哥代表团是特立尼达和多巴哥派出的1984年夏季奥林匹克运动会代表团。